# Экспедиционный отряд морской пехоты США
Экспедиционный отряд морской пехоты (Marine expeditionary unit (MEU)) — экспедиционное формирование Корпуса морской пехоты США. Является наименьшим экспедиционым формированием КМП США. Каждый эомп — сила быстрого реагирования, готовая к любым вызовам, будь то стихийные бедствия или война.

## Состав
Экспедиционный отряд морской пехоты состоит обычно из штаба и штабной роты; пехотного батальона; эскадрильи конвертопланов; батальона тылового обеспечения. Численность эомп составляет около 2200 человек под руководством командира со званием не ниже полковника и высаживается с УДК. В настоящее время экспедиционные отряды КМП на УДК выдвигаются на задания в сопровождении экспедиционной ударной группы (Expeditionary Strike Group) ВМС США. Также ЭУГ может развёртываться вместе с АУГ для увеличения наступательных возможностей.

## Оснащение и вооружение
| Число | Оружие                                              | Элемент           |
| ----- | --------------------------------------------------- | ----------------- |
| 7—16  | LAV-25                                              | наземный          |
| 15    | AAV7                                                | наземный          |
| 6     | 155-мм гаубица M777                                 | наземный          |
| 8     | 81-мм миномёт M252                                  | наземный          |
| 8     | ПТРК BGM-71 TOW                                     | наземный          |
| 8     | ПТРК FGM-148 Javelin                                | наземный          |
| 4—6   | Ударный вертолёт AH-1Z Viper                        | воздушный         |
| 3     | Транспортный вертолёт UH-1Y Venom                   | воздушный         |
| 12    | Конвертоплан MV-22 Osprey                           | воздушный         |
| 4     | Тяжёлый транспортный вертолёт CH-53E Super Stallion | воздушный         |
| 6     | Лёгкий истребитель AV-8B Harrier II                 | воздушный         |
| 2     | Транспортный самолёт C-130J Super Hercules          | воздушный         |
| 2     | Подразделение опреснения воды                       | тыловой           |
| 1     | Очиститель воды LMT 3000                            | тыловой           |
| 4     | Колёсный трактор TRAM 624KR                         | тыловой           |
| 2     | Вилочный погрузчик TX51-19M                         | тыловой           |
| 3     | Бульдозер Caterpillar D7                            | тыловой           |
| 1     | Самосвал MTVR                                       | тыловой           |
| 4     | Тягач LVS                                           | тыловой           |
| 7     | 500-галлоновый водяной контейнер                    | общего назначения |
| 63    | Автомобиль HMMWV                                    | общего назначения |
| 30    | Грузовик MTVR                                       | общего назначения |
| 5     | Дрон RQ-21 Stingray                                 | воздушный         |

Начиная с лета 2020 года КМП США упразднили танковые подразделения и полностью отказались от использования ОБТ. Это обусловлено тем, что танки не вписываются в военную доктрину морской пехоты.

## Список эомп

### Западное побережье
ЭОМП западного побережья находится в составе 1-го экспедиционного соединения морской пехоты и поддерживает присутствие в Тихом и Индийском океанах, включая Персидский залив.
| Название                                 | Эмблема | Дислокация штаба          |
| ---------------------------------------- | ------- | ------------------------- |
| 11-й экспедиционный отряд морской пехоты |         | Кэмп-Пендлтон, Калифорния |
| 13-й экспедиционный отряд морской пехоты |         | Кэмп-Пендлтон, Калифорния |
| 15-й экспедиционный отряд морской пехоты |         | Кэмп-Пендлтон, Калифорния |

### Восточное побережье
ЭОМП восточного побережья находятся под началом 2-го экспедиционного соединения морской пехоты и поддерживают присутствие в Атлантике и Средиземноморье.
| Название                                 | Эмблема | Дислокация штаба               |
| ---------------------------------------- | ------- | ------------------------------ |
| 22-й экспедиционный отряд морской пехоты |         | Кэмп-Леджен, Северная Каролина |
| 24-й экспедиционный отряд морской пехоты |         | Кэмп-Леджен, Северная Каролина |
| 26-й экспедиционный отряд морской пехоты |         | Кэмп-Леджен, Северная Каролина |

### Япония
31 эомп является единственным эомп в составе 3-го экспедиционного соединения морской пехоты.
| Название                                 | Эмблема | Дислокация штаба             |
| ---------------------------------------- | ------- | ---------------------------- |
| 31-й экспедиционный отряд морской пехоты |         | Кэмп-Смедли, Окинава, Япония |